# Louis Ernest Lesage
Pour les articles homonymes, voir Lesage et Le Sage.
Louis Ernest Lesage, né à Paris le 8 janvier 1847 et mort dans la même ville le 31 mai 1919, connu sous les pseudonymes de Sahib et de Ned, est un peintre aquarelliste et un illustrateur caricaturiste français.

## Carrière
Lesage étudie au Collège Sainte-Barbe à Paris. Il abandonne une carrière maritime et militaire et se consacre au dessin.
Il débute en 1866 à La Vie parisienne et fournit des illustrations à divers périodiques illustrés comme Le Frou-frou, Le Rire, L'Éclipse et autres journaux adoptant un ton léger.
Il compose un grand carton d'estampes en couleur intitulé: Paris au XIXe siècle et à la fin du XVIIIe, dans lequel chaque planche est un tableau de mœurs. Ses aquarelles de la guerre de 1870 faites quelques mois après les évènements publiées dans L'Illustration n'ont pas toujours été bien accueillies. Par contre ses Croquis maritimes rencontrent un vif succès.

## Œuvres
- La Frégate l'Incomprise, voyage autour du Monde à la plume, Paris, Léon Vanier, 1876[3]
- Croquis maritimes Paris, Léon Vanier, 1880 ; 2e édition Albert Messein, Paris, 1938.
- La Marine. Croquis humoristiques. Marins et navires anciens et modernes, Paris, Librairie Furne, 1890.

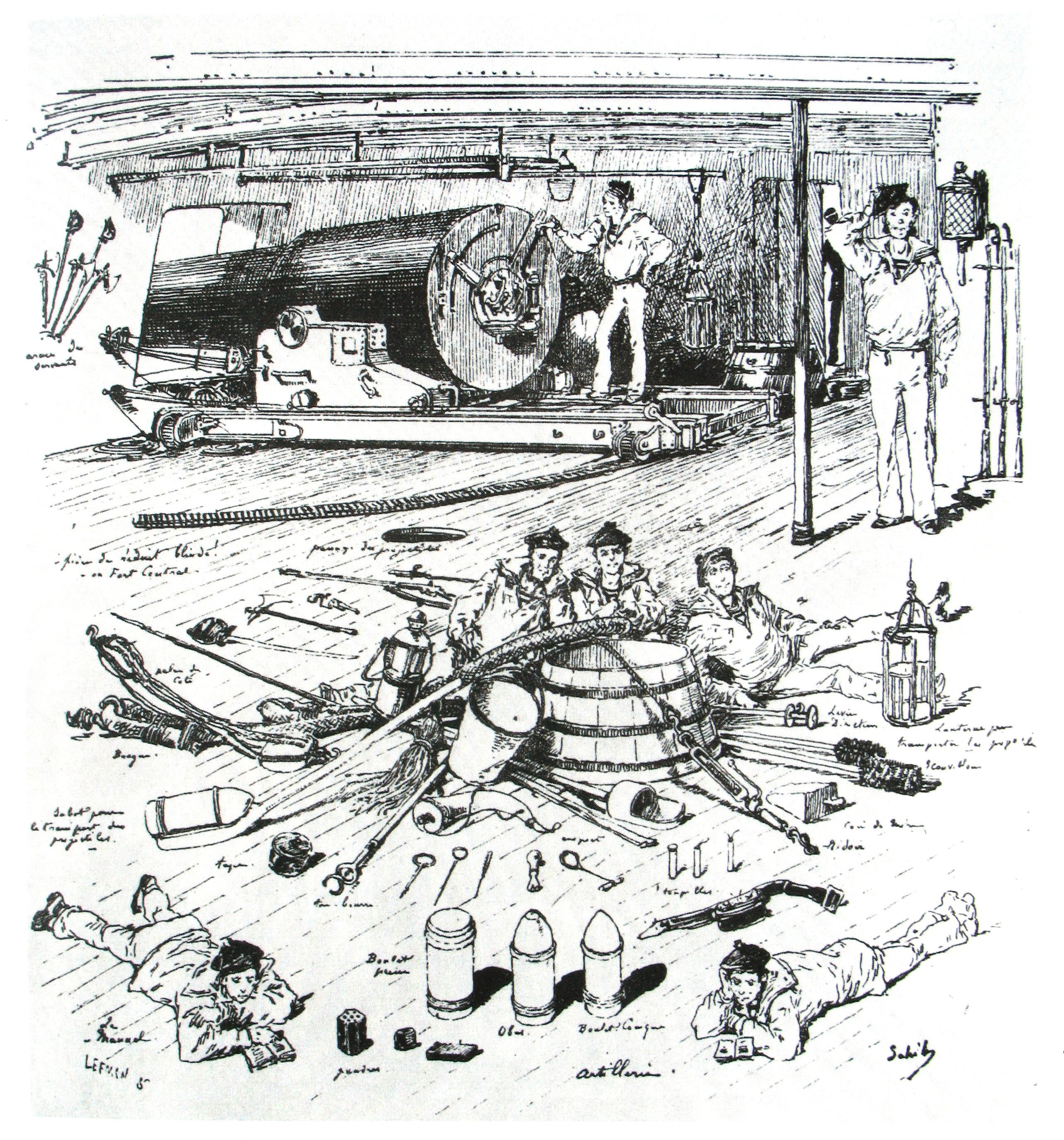
Batterie par Sahib.

## Illustrations
- Lorédan Larchey, Dictionnaire de l’argot parisien.
- Joséphine Colomb, Chloris et Jeanneton, Hachette, 1877.
- Mme de Stolz, Le Vieux de la forêt, Hachette, 1877 [lire en ligne].
- Marie Maréchal, La Maison modèle, Hachette, 1878 [lire en ligne].
- Mme de Stolz, Le Secret de Laurent, Hachette, 1878 [lire en ligne].
- Alfred Assollant, Montluc le rouge, Hachette, 1878-1879, 2 vol. [lire en ligne].
- Emma d'Erwin, Un été à la campagne, Hachette, 1879 [lire en ligne].
- Wilfrid de Fonvielle, Néridah, Hachette, 1879, 2 vol. [lire en ligne].
- Ernest Daudet, Robert Darnetal, 1880.
- Jules Trousset, Histoire illustrée des pirates, corsaires, flibustiers, boucaniers, forbans, négriers et écumeurs de mer dans tous les temps et dans tous les pays, Librairie illustrée, 1881 [lire en ligne].
- Frédéric Soulié, Le Lion amoureux, L. Conquet, 1882.
- Paul Sébillot, Contes de terre et de mer. Légendes de la Haute-Bretagne, 1883, avec Léonce Petit et Georges Bellenger.
- Georges Vauthier, Le Pays du merle blanc, Paul Ollendorff, 1885 [lire en ligne].
- Léon Cahun, Les pilotes d’Ango, 1893.
- L. Rousselet, Les deux mousses, Hachette, 1900.
- Claude Tillier, Mon oncle Benjamin.